# Sakadamna (Tombokoirey II)
Sakadamna ist ein Dorf und der Hauptort der Landgemeinde Tombokoirey II in Niger.

## Geographie
Das Dorf liegt rund 57 Kilometer nordöstlich der Regionalhauptstadt Dosso. Zu den Siedlungen in der näheren Umgebung von Sakadamna zählen Baro Koira im Norden, Tombo Magori im Osten und Haidara Koira im Südwesten.
Sakadamna ist der Hauptort der Landgemeinde Tombokoirey II, die zum Departement Dosso in der gleichnamigen Region Dosso gehört. Das Dorf ist Teil der Übergangszone zwischen Sahel und Sudan. Die durchschnittliche jährliche Niederschlagshöhe beträgt hier zwischen 400 und 500 mm.

## Geschichte
Der staatliche Stromversorger NIGELEC elektrifizierte das Dorf im Jahr 2018.

## Bevölkerung
Bei der Volkszählung 2012 hatte Sakadamna 2278 Einwohner, die in 250 Haushalten lebten. Bei der Volkszählung 2001 betrug die Einwohnerzahl 1744 in 209 Haushalten und bei der Volkszählung 1988 belief sich die Einwohnerzahl auf 1679 in 173 Haushalten.

## Wirtschaft und Infrastruktur
Mit einem Centre de Santé Intégré (CSI) ist ein Gesundheitszentrum im Dorf vorhanden. Der CEG Sakadamna ist eine Schule der Sekundarstufe des Typs Collège d’Enseignement Général. Beim Centre de Formation aux Métiers de Sakadamna (CFM Sakadamna) handelt es sich um ein Berufsausbildungszentrum. Am Ortsrand verläuft die 24,79 Kilometer lange Route 368 zwischen Boureïmi und Baro Koira. Die Route 368 ist eine einfache Landstraße.